# Aljama

Mapa de la aljama de Zaragoza. 1:Sinagoga Mayor, 2:Sinagoga Menor, 3:Sinagoga de Bicorolim, 4:Sinagoga de los Siete Callizos, 5:Baños, 6:Alcaicería, 7:Puerta de la Alquibla.

Las aljamas ―que en árabe ŷāma'aʻ significa ‘ayuntamiento’ o ‘reunión de gente’― eran las entidades autónomas (en hebreo cahal) en las que se agrupaban las comunidades judías durante la Edad Media en la península ibérica y las islas Baleares en las que se regían la vida de sus miembros, vigilando que sus costumbres y su moral se ajustaran a lo establecido por la religión judía. «Cobraba sus propios impuestos, gravando sobre todo el consumo de vino, ordenaba la vida económica de sus miembros, regulaba las construcciones en los barrios judíos, autorizaba la apertura de nuevas tiendas, prohibía el juego, asistía a los pobres y procuraba la enseñanza a los hijos de las familias humildes».
Para el caso de Al-Ándalus Joseph Pérez ha destacado que la aljama ni es un barrio ni debe confundirse con el gueto: «la aljama es una persona moral no un distrito urbano; los judíos no viven en guetos separados; si prefieren agruparse en determinados barrios, es porque así lo deciden libremente: tienen, de esta forma, mayor comodidad para ir a la sinagoga, para enviar a sus hijos a las escuelas, para abastecerse de alimentos conforme a las normas de la ley, etc.». Por su parte Agustín Torreblanca ha advertido que tampoco debe confundirse con judería pues la aljama «agrupaba no sólo a los habitantes de un barrio sino también a personas que vivían en aldeas o caseríos circundantes».

## Historia

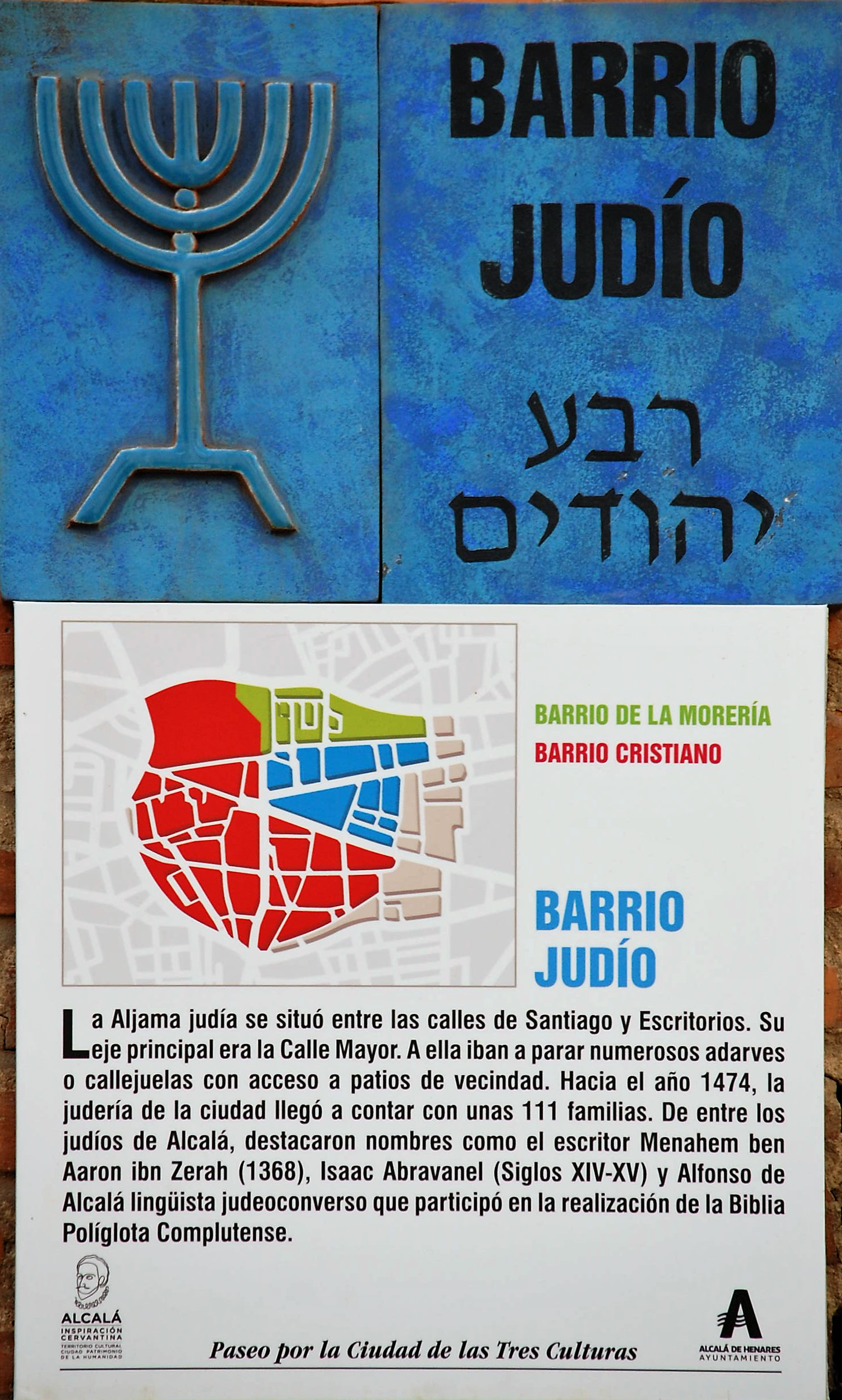
Cerámica indicativa de la antigua aljama en Alcalá de Henares.

En Al-Ándalus la autonomía jurídica de que disfrutaron los judíos como dhimmis se concretó en la organización de sus comunidades en aljamas, que según Joseph Pérez, «alcanzaron un gran nivel de importancia y actividad», empezando por la de la propia capital del califato, Córdoba ―en algunas ciudades, como Lucena, los judíos eran más numerosos que los musulmanes―. Las aljamas tenían sus propios magistrados que desempeñaban las tareas administrativas, incluyendo el reparto de los impuestos, y se regían por sus propias normas jurídicas basadas en el Talmud y la Torá interpretados por los rabinos.
En los reinos cristianos hay que distinguir la organización de las aljamas de la Corona de Castilla de las de la Corona de Aragón. En la Corona de Castilla «la comunidad era regida por un consejo de ancianos, por los adelantados (muccademin) encargados de gestionar los impuestos y jueces de primera instancia, y por los jueces (dayyanim), equivalentes a los alcaldes en el municipio. Estos últimos aplicaban la ley talmúdica asesorados por los rabinos». El rey Alfonso X el Sabio creó el cargo del rab mayor que gozaba de autoridad sobre todos los judíos del reino y distribuía los impuestos entre todas las aljamas. Los representantes de estas comenzaron a reunirse a partir del siglo XIV y sus reuniones se institucionalizaron en el siglo siguiente. Así en 1432 en la asamblea celebrada en ese año en Valladolid se aprobó el Ordenamiento de las aljamas. Sin embargo, unos años antes las Cortes de Valladolid de 1412 suprimieron (Leyes de Ayllón) la autonomía jurisdiccional de las aljamas y prohibieron la construcción de nuevas sinagogas, todo ello en el contexto del recrudecimiento del antijudaísmo cristiano que se produjo en los decenios anteriores.
Un ejemplo del antijudaísmo es el poema siguiente de Gonzalo de Berceo en el que advertía sobre los peligros de la aljama para los cristianos:

¡Eya velar, ella velar, ella velar!
Velat aljama de los judíos.
¡Eya velar!
Que non vos furten al Fijo de Dios.
¡Eya velar!
Ca furtávoslo querrán

A diferencia de Castilla, ni en la Corona de Aragón ni en el reino de Navarra existieron las asambleas conjuntas de las aljamas por lo que eran totalmente independientes entre sí. Otra diferencia respecto a Castilla fue que en estos reinos las aljamas se organizaban imitando las instituciones de los municipios en que vivían. Así, por ejemplo, la aljama de Barcelona se dotó de un Consejo de los Treinta, semejante al Consejo de Ciento que regía la ciudad.
Por otro lado, en ambas coronas las aljamas fueron siendo controladas por una oligarquía formada por familias distinguidas que monopolizaba los concejos lo que suscitó tensiones sociales y religiosas —se acusó a este patriciado urbano judío de relajamiento moral— porque las capas más bajas aspiraban a participar en el gobierno de las aljamas y a un reparto más equitativo de los impuestos que se pagaban a la Corona, bajo cuya protección se encontraban.
Las aljamas más importantes de Castilla fueron las de Toledo, Sevilla, Córdoba, Jaén y Jerez. En el reino de Navarra las de Tudela, Pamplona, Estella, Olite y Tafalla. En la Corona de Aragón las de Zaragoza, Barcelona, Calatayud, Huesca, Teruel, Jaca, Monzón, Lérida, Tortosa, Tarragona y Valencia.

## Mezquita aljama

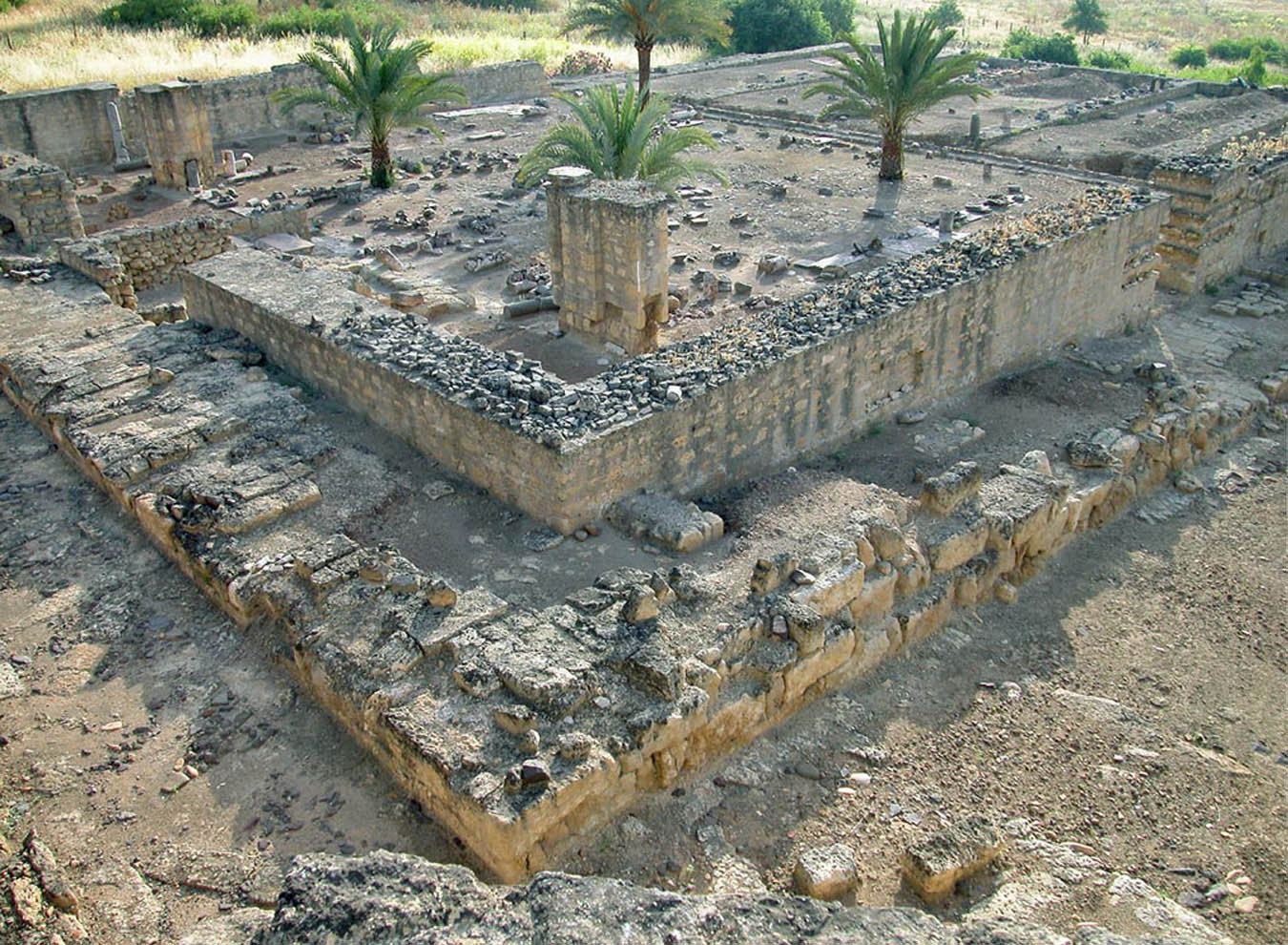
Ruinas de la mezquita aljama de Medina Azahara

En árabe se llama ŷāmiʻ (castellanizado "aljama") a la mezquita mayor de cada lugar (una mezquita corriente es un masŷid). En árabe se yuxtaponen ambos términos como masjid jāmi‘ (مَسْجِد جَامِع) para significar mezquita congregacional. En España se suele decir «mezquita aljama» para referirse, por ejemplo, a la mayor de Córdoba o a cualquiera de las demás ciudades de Al-Ándalus, que habitualmente ocupaban el mismo lugar en el que hoy se alza la catedral o iglesia principal de las localidades de la mitad sur de la península ibérica (llegando muy al norte en el valle del Ebro, como la mayor de Tudela).